# Реже Сідон
Реже Сідон (угор. Szidon Rezső, 1899 — 5 березня 1931, Будапешт) — угорський футболіст, що грав на позиції лівого крайнього нападника. Відомий виступами за клуб «Уйпешт», а також національну збірну Угорщини.

## Клубна кар'єра
У складі «Уйпешт» дебютував у сезоні 1917–1918 і грав до сезону 1926-1927. Грав на позиції лівого крайнього нападника. Його партнерами по лінії нападу клубу були Йожеф Шаллер, Іштван Прібой, Нандор Паулус, Лайош Коша, Йожеф Єсмаш та інші.
З командою тричі ставав срібним призером чемпіонату Угорщини і тричі бронзовим призером.
Фіналіст Кубка Угорщини 1922 року, коли «Уйпешт» у вирішальному матчі поступився «Ференцварошу» з рахунком 0:1 і 1923 року, коли «Уйпешт» у вирішальному матчі поступився МТК з рахунком 1:4. Втретє зіграв у фіналі кубка у 1926 році, а його клуб знову програв МТК з рахунком 0:4. 
З появою у команді лівого нападника Габора Сабо, почав втрачати місце в основі команди. Останню гру у чемпіонаті зіграв наприкінці 1926 року. Загалом у складі «Уйпешта» зіграв у чемпіонаті не менше 141 матчу і забив 18 голів.

## Виступи за збірну
7 листопада 1920 року дебютував в офіційних матчах у складі національної збірної Угорщини в грі проти збірної Австрії (1:2). У 1921 році грав за команду Угорщина-Б у матчі зі збірною Дебрецена (5:1)
Ще дві гри у складі першої збірної зіграв у 1926 році.
Помер 5 березня 1931 року на 32-му році життя у місті Будапешт.

## Досягнення
- Срібний призер Чемпіонату Угорщини: (3)

«Уйпешт»: 1920–1921, 1922–1923, 1926–1927
- Бронзовий призер Чемпіонату Угорщини: (3)

«Уйпешт»: 1918–1919, 1921–1922, 1923–1924
- Фіналіст Кубка Угорщини: (3)

«Уйпешт»: 1922, 1923, 1925

### Статистика виступів за збірну
| Дата       | Місто    | Господарі | Результат | Гості    | Турнір           | Голи | Примітки |
| ---------- | -------- | --------- | --------- | -------- | ---------------- | ---- | -------- |
| 07/11/1920 | Будапешт | Угорщина  | 1 – 2     | Австрія  | товариський матч | -    |          |
| 14/02/1926 | Брюссель | Бельгія   | 0 – 2     | Угорщина | товариський матч | -    |          |
| 20/08/1926 | Будапешт | Угорщина  | 4 – 1     | Польща   | товариський матч | -    |          |
| Усього     |          | Матчів    | 3         |          | Голів            | 0    |          |